# Traktaten i Zamora
Traktaten i Zamora blev indgået i 1143 og anerkendte Portugals uafhængighed af Kongeriget León og Kongeriget Castilien. På baggrund af betingelserne i traktaten anerkendte kong Alfons 7. af Castilien kongeriget Portugal overfor kong Alfons 1. af Portugal under overværelse af pavens udsending Kardinal Guido de Vico i katedralen i Zamora. Begge konger lovede varig fred mellem deres respektive kongeriger. Ved denne traktat anerkendte Portugal også pavens overhøjhed.